# Beaulieu (Côte-d'Or)
Pour les articles homonymes, voir Beaulieu.
Beaulieu est une commune française située dans le département de la Côte-d'Or, en région Bourgogne-Franche-Comté.

## Géographie

### Localisation
Beaulieu  est un village bourguignon rural du Châtillonnais situé à 19 km à vol d'oiseau au sud-est de Châtillon-sur-Seine, 47 km de Langres, 51 km au nord-ouest de Dijon et 7 km au nord d'Aignay-le-Duc
Il se trouve dans l'aire d'attraction de Châtillon-sur-Seine ainsi que dans son bassin de vie, et dans la zone d'emploi de Dijon.

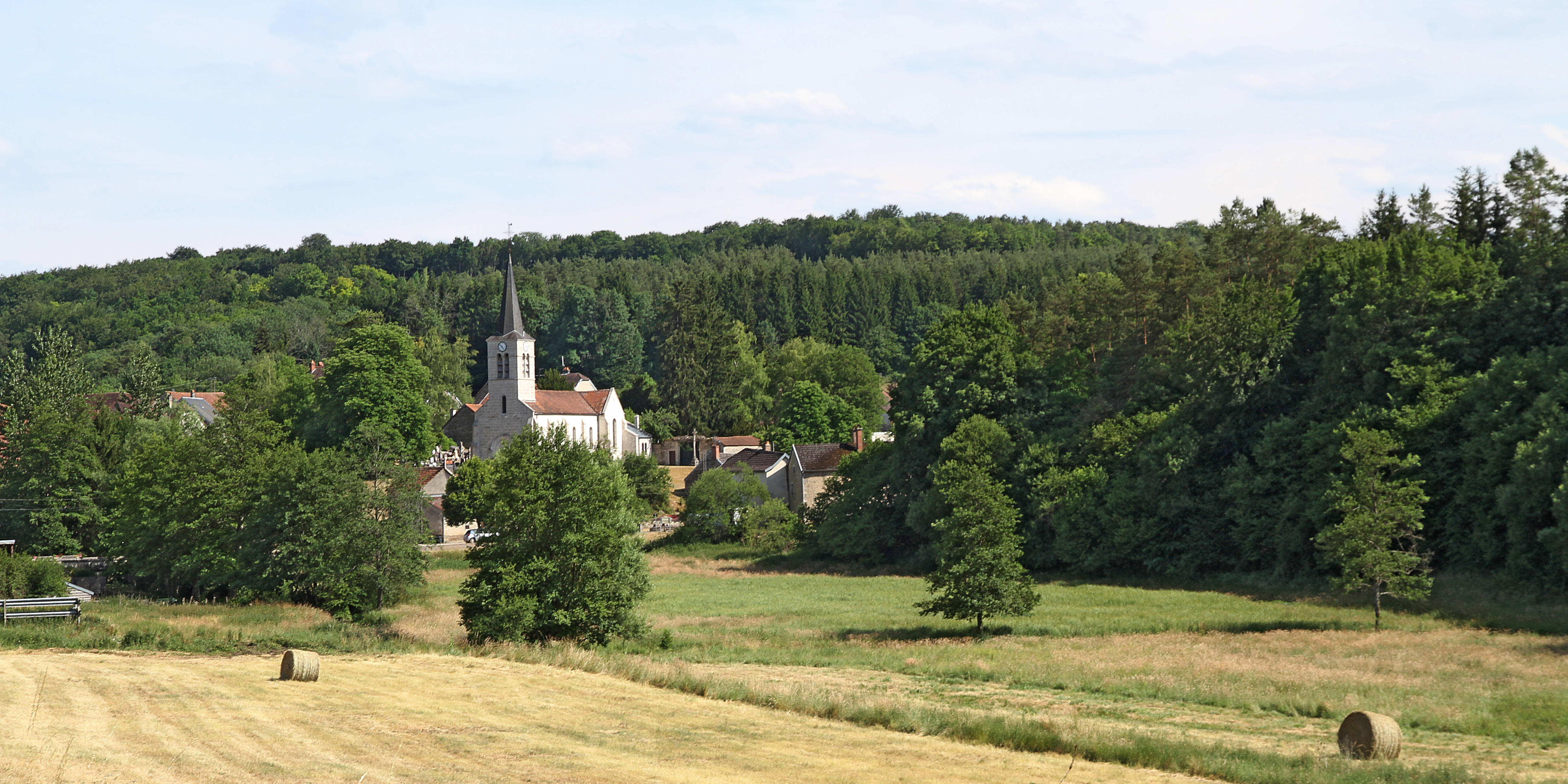
Prairies dans le val du Brévon en aval de Beaulieu. Derrière le lieu-dit sur-la-Douix et la colline du Plain (396 m).

### Communes limitrophes
Les communes limitrophes sont  Essarois, Mauvilly, Montmoyen et Rochefort-sur-Brévon.

### Géologie et relief
Beaulieu est une petite commune de 6,60 km2 posée sur le sillon que creuse le Brévon dans le plateau du Châtillonnais, prolongement ouest du plateau de Langres. Comprenant environ 3 km du cours de la rivière avec ses deux versants, elle se destine surtout à l'activité forestière, elle s'inscrit d'ailleurs dans la partie sud de la grande forêt de Châtillon.
Le fond de la vallée et des combes laisse la place aux pâturages, et des champs agricoles occupent le bord du plateau au nord au-delà des bois (lieu-dit Champs-de-la-Montagne). C'est en cet endroit que se trouve le point culminant de la commune à 425 m au lieu-dit les Vieux Essarts, le point le plus bas est logiquement au point aval du Brévon à 313 m.

### Hydrographie

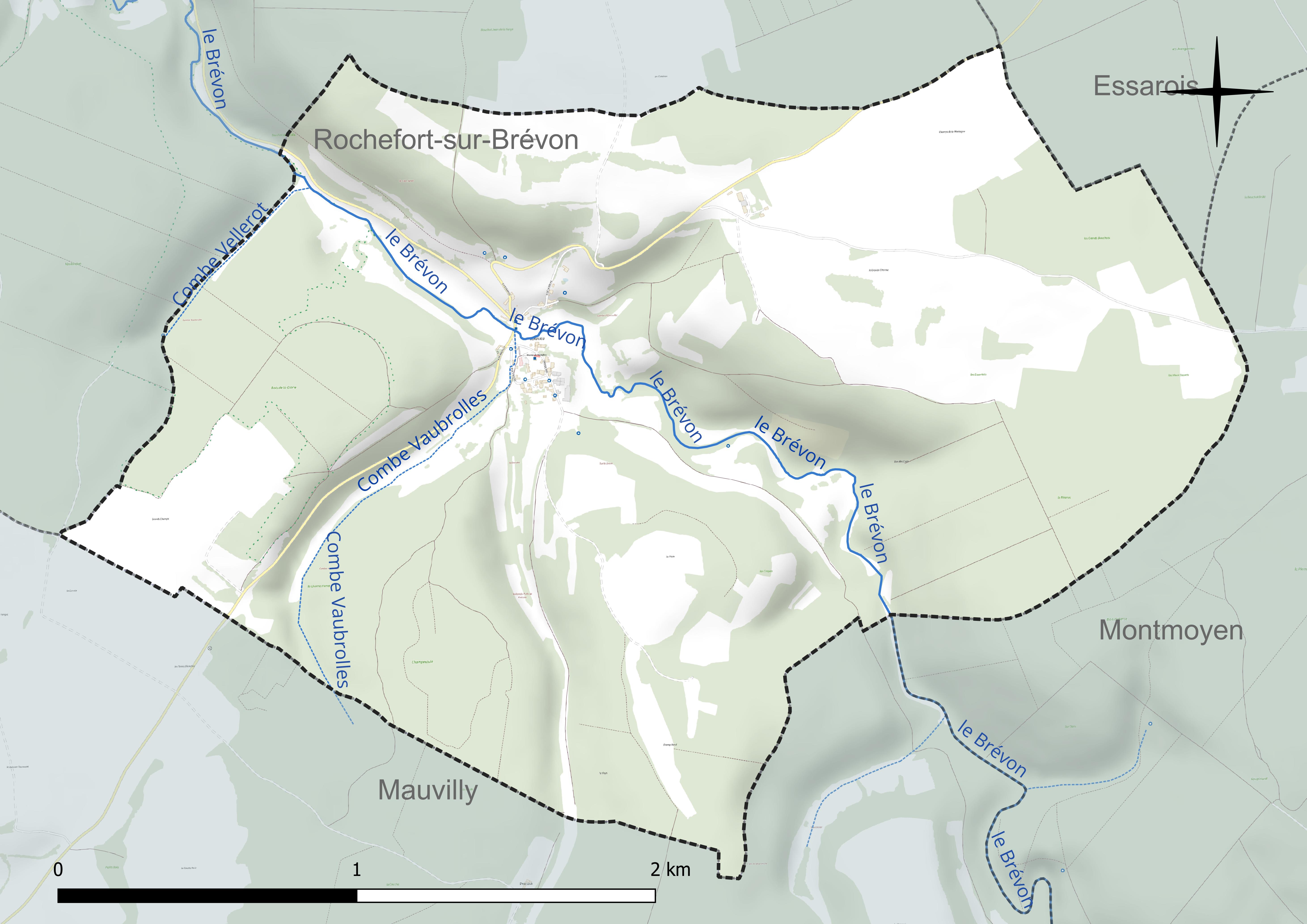
Carte hydrographique de la commune.

Le Brévon, le premier affluent de la Seine, draine Beaulieu. Il lui reste à Beaulieu une quinzaine de kilomètres à parcourir avant sa confluence dans la Seine.
Plusieurs sources apparaissent sur le finage sans former de ruisseaux, mais le sol calcaire en ces lieux est à l'origine d'un réseau karstique dans lequel disparaissent les eaux de pluie qui réapparaissent en exsurgences, nommées douix dans la région. Une douix située au sud de l'agglomération est actuellement captée.
Le Brevon est un cours d’eau classé en première catégorie catégorie piscicole.

### Climat
Pour des articles plus généraux, voir Climat de la Bourgogne-Franche-Comté et Climat de la Côte-d'Or.
En 2010, le climat de la commune est de type climat des marges montargnardes, selon une étude du Centre national de la recherche scientifique s'appuyant sur une série de données couvrant la période 1971-2000. En 2020, Météo-France publie une typologie des climats de la France métropolitaine dans laquelle la commune est exposée à un climat océanique altéré et est dans la région climatique Lorraine, plateau de Langres, Morvan, caractérisée par un hiver rude (1,5 °C), des vents modérés et des brouillards fréquents en automne et hiver.
Pour la période 1971-2000, la température annuelle moyenne est de 10 °C, avec une amplitude thermique annuelle de 16,1 °C. Le cumul annuel moyen de précipitations est de 933 mm, avec 13 jours de précipitations en janvier et 9 jours en juillet. Pour la période 1991-2020, la température moyenne annuelle observée sur la station météorologique de Météo-France la plus proche, « Bure Les Templiers_sapc », sur la commune de Bure-les-Templiers à 13 km à vol d'oiseau, est de 10,7 °C et le cumul annuel moyen de précipitations est de 898,2 mm,. Pour l'avenir, les paramètres climatiques de la commune estimés pour 2050 selon différents scénarios d'émission de gaz à effet de serre sont consultables sur un site dédié publié par Météo-France en novembre 2022.

## Urbanisme

### Typologie
Au 1er janvier 2024, Beaulieu est catégorisée commune rurale à habitat très dispersé, selon la nouvelle grille communale de densité à 7 niveaux définie par l'Insee en 2022.
Elle est située hors unité urbaine. Par ailleurs la commune fait partie de l'aire d'attraction de Châtillon-sur-Seine, dont elle est une commune de la couronne,. Cette aire, qui regroupe 60 communes, est catégorisée dans les aires de moins de 50 000 habitants,.

### Occupation des sols

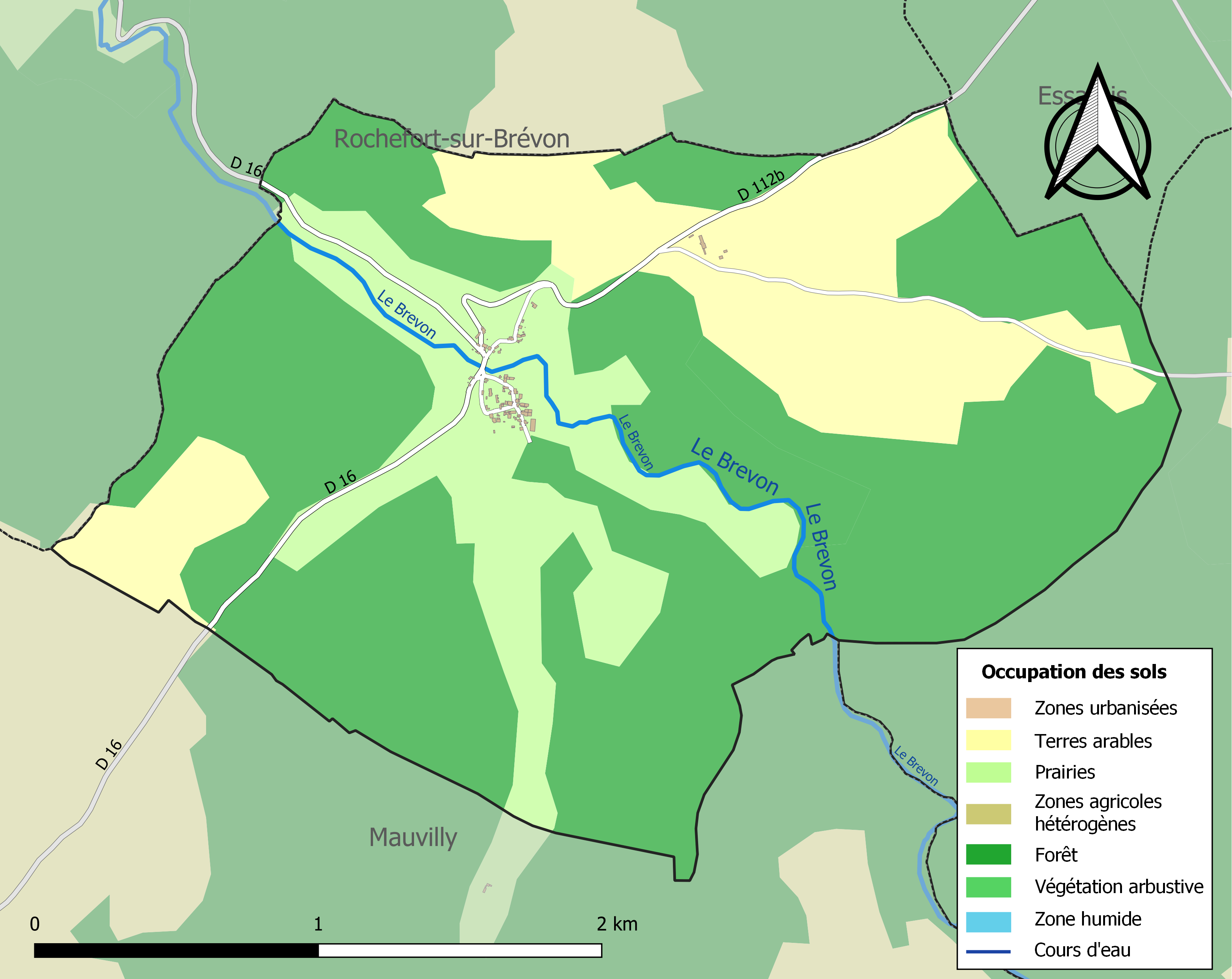
Carte des infrastructures et de l'occupation des sols de la commune en 2018 (CLC).

L'occupation des sols de la commune, telle qu'elle ressort de la base de données européenne d’occupation biophysique des sols Corine Land Cover (CLC), est marquée par l'importance des forêts et milieux semi-naturels (61,5 % en 2018), une proportion identique à celle de 1990 (61,5 %). La répartition détaillée en 2018 est la suivante : forêts (61,5 %), terres arables (21,2 %), prairies (17,3 %).
L'évolution de l’occupation des sols de la commune et de ses infrastructures peut être observée sur les différentes représentations cartographiques du territoire : la carte de Cassini (XVIIIe siècle), la carte d'état-major (1820-1866) et les cartes ou photos aériennes de l'IGN pour la période actuelle (1950 à aujourd'hui).

### Lieux-dits, hameaux et écarts
La population est regroupée dans le village, la commune n'a pas de hameaux rattachés ni d'habitations isolées.
Lieux-dits d'intérêt local : côte Junot, vallon du puits de Précuse, sur la Douix, plusieurs combes ont un nom (combe d'Enveuliot, combe Vaubrolles…).

### Habitat et logement
En 2021, le nombre total de logements dans la commune était de 41, alors qu'il était de 38 en 2016 et de 34 en 2011.
Parmi ces logements, 38,4 % étaient des résidences principales, 38,5 % des résidences secondaires et 23,1 % des logements vacants. Ces logements étaient pour 97,7 % d'entre eux des maisons individuelles et pour 2,3 % des appartements.
Le tableau ci-dessous présente la typologie des logements à Beaulieu en 2021 en comparaison avec celle de la Côte-d'Or et de la France entière. Une caractéristique marquante du parc de logements est ainsi une proportion de résidences secondaires et logements occasionnels (38,5 %) supérieure à celle du département (5,7 %) et à celle de la France entière (9,7 %). 
| Typologie                                               | Beaulieu | Côte-d'Or | France entière |
| ------------------------------------------------------- | -------- | --------- | -------------- |
| Résidences principales (en %)                           | 38,4     | 85,8      | 82,2           |
| Résidences secondaires et logements occasionnels (en %) | 38,5     | 5,7       | 9,7            |
| Logements vacants (en %)                                | 23,1     | 8,5       | 8,1            |

### Voies de communication et transports
Le village est installé au centre du territoire communal, sur la rivière, au croisement de la D 16 (Châtillon/Seine Aignay-le-Duc par la forêt de Châtillon) avec la D 29 qui rejoint Recey-sur-Ource. Il se situe à une vingtaine de kilomètres au sud-est de Châtillon-sur-Seine et une cinquantaine au nord-ouest de Dijon (à vols d'oiseaux).
La station de chemin de fer la plus proche se trouve à Thenissey (27 kilomètres), desservie par des trains du réseau TER Bourgogne-Franche-Comté qui effectuent des missions entre les gares de Dijon-Ville et Les Laumes - Alésia ou Auxerre-Saint-Gervais.

## Toponymie
Beaulieu vient du latin « bellus locus », « lieu beau », endroit agréable à habiter.
De nombreuses communes portent ce nom unique. Pour éviter les confusions, on indique le département entre parenthèses: ce sont Beaulieu (Côte-d'Or), Beaulieu (Ardèche), Beaulieu (Cantal), Beaulieu (Hérault), Beaulieu (Indre), Beaulieu (Isère), Beaulieu (Haute-Loire), Beaulieu (Nièvre), Beaulieu (Orne), Beaulieu (Puy-de-Dôme). Certaines communes ont adjoint, pour se différencier, un mot indiquant leur situation : Beaulieu-sur-Dordogne, Beaulieu-sur-Mer, Beaulieu-sur-Loire, Beaulieu-sur-Layon, Beaulieu-sous-la-Roche, Beaulieu-les-Fontaines, Beaulieu-sur-Sonnette, Beaulieu-sur-Oudon, Beaulieu-en-Argonne, Beaulieu-lès-Loches, Beaulieu-sous-Parthenay.

## Histoire

### Ancien Régime
Jusqu'à la Révolution française, Beaulieu n'est qu'un village de la commune de Mauvilly qui comporte un prieuré bénédictin rattaché à l'abbaye de Flavigny.

### Époque contemporaine
Un camp de l'armée allemande, installé sur une hauteur à 1 km du village au cours de la Seconde Guerre mondiale, a été incendié à la Libération.

## Politique et administration

### Rattachements administratifs et électoraux

#### Rattachements administratifs
La commune se trouve depuis 1926 dans l'arrondissement de Montbard du département de la Côte-d'Or.
Elle faisait partie depuis 1793 du canton d'Aignay-le-Duc. Dans le cadre du redécoupage cantonal de 2014 en France, cette circonscription administrative territoriale a disparu, et le canton n'est plus qu'une circonscription électorale.

#### Rattachements électoraux
Pour les élections départementales, la commune fait partie depuis 2014 du canton de Châtillon-sur-Seine.
Pour l'élection des députés, elle fait partie de la quatrième circonscription de la Côte-d'Or.

### Intercommunalité
Beaulieu  est membre de la communauté de communes du Pays Châtillonnais, un établissement public de coopération intercommunale (EPCI) à fiscalité propre créé fin 2003 et auquel la commune a transféré un certain nombre de ses compétences, dans les conditions déterminées par le code général des collectivités territoriales.

### Liste des maires
| Période                                  | Période                        | Identité          | Étiquette | Qualité                                                         |
| ---------------------------------------- | ------------------------------ | ----------------- | --------- | --------------------------------------------------------------- |
| Les données manquantes sont à compléter. |                                |                   |           |                                                                 |
| mars 2001                                | 2014                           | Gérard Defer      |           |                                                                 |
| 2014                                     | juillet 2020                   | Jean-Louis Lamey  |           |                                                                 |
| juillet 2020                             | octobre 2022                   | Gérard Defer      |           | Cadre retraité                                                  |
| février 2023                             | En cours (au 30 novembre 2023) | Laurence Toulouse |           | Profession intermédiaire administrative de la fonction publique |

## Équipements et services publics
La mairie se trouve dans l'ancienne école communale. Un lavoir fermé et couvert occupe l’aile droite du bâtiment.

## Population et société
Les habitants de la commune sont des Leurs gentilés sont les « Bellibrevaines » et « Bellibrevains ».

### Démographie
L'évolution du nombre d'habitants est connue à travers les recensements de la population effectués dans la commune depuis 1793. Pour les communes de moins de 10 000 habitants, une enquête de recensement portant sur toute la population est réalisée tous les cinq ans, les populations de référence des années intermédiaires étant quant à elles estimées par interpolation ou extrapolation. Pour la commune, le premier recensement exhaustif entrant dans le cadre du nouveau dispositif a été réalisé en 2007.

En 2022, la commune comptait 27 habitants, en évolution de −3,57 % par rapport à 2016 (Côte-d'Or : +0,82 %, France hors Mayotte : +2,11 %).
| 1793 | 1800 | 1806 | 1821 | 1831 | 1836 | 1841 | 1846 | 1851 |
| ---- | ---- | ---- | ---- | ---- | ---- | ---- | ---- | ---- |
| 156  | 201  | 199  | 214  | 242  | 275  | 257  | 229  | 235  |

| 1856 | 1861 | 1866 | 1872 | 1876 | 1881 | 1886 | 1891 | 1896 |
| ---- | ---- | ---- | ---- | ---- | ---- | ---- | ---- | ---- |
| 214  | 193  | 192  | 203  | 172  | 154  | 160  | 152  | 147  |

| 1901 | 1906 | 1911 | 1921 | 1926 | 1931 | 1936 | 1946 | 1954 |
| ---- | ---- | ---- | ---- | ---- | ---- | ---- | ---- | ---- |
| 144  | 135  | 117  | 95   | 101  | 84   | 74   | 70   | 55   |

| 1962 | 1968 | 1975 | 1982 | 1990 | 1999 | 2006 | 2007 | 2012 |
| ---- | ---- | ---- | ---- | ---- | ---- | ---- | ---- | ---- |
| 64   | 52   | 39   | 38   | 37   | 33   | 30   | 29   | 34   |

| 2017 | 2022 | - | - | - | - | - | - | - |
| ---- | ---- | - | - | - | - | - | - | - |
| 27   | 27   | - | - | - | - | - | - | - |

## Culture locale et patrimoine

### Lieux et monuments
En 2016, la commune n'a pas de monument classé à l'inventaire des monuments historiques, elle compte 8 monuments ou édifices et 12 objets répertoriés à l'inventaire général du patrimoine culturel.
- L'église Saint-Georges située sur un tertre, sans enclos, rebâtie au XIXe siècle[25] qui renferme deux peintures murales anciennes et une très riche statutaire[24]. Son chemin de croix a été créé par Linette Andréa[26] ;
- La mairie-lavoir[27] ;
- Deux maisons, une du XIXe siècle[28] et une du XVIe siècle[29] ;
- Une ferme[30] ;
- Une croix de chemin du XVIIIe siècle[31] et une croix de parvis du XVIe siècle[32].

On peut également signaler six fontaines, un four à pain dans l'ancien bûcher, où se trouve également un micro-musée consacré à la boulangerie, ainsi que des chemins de randonnée.

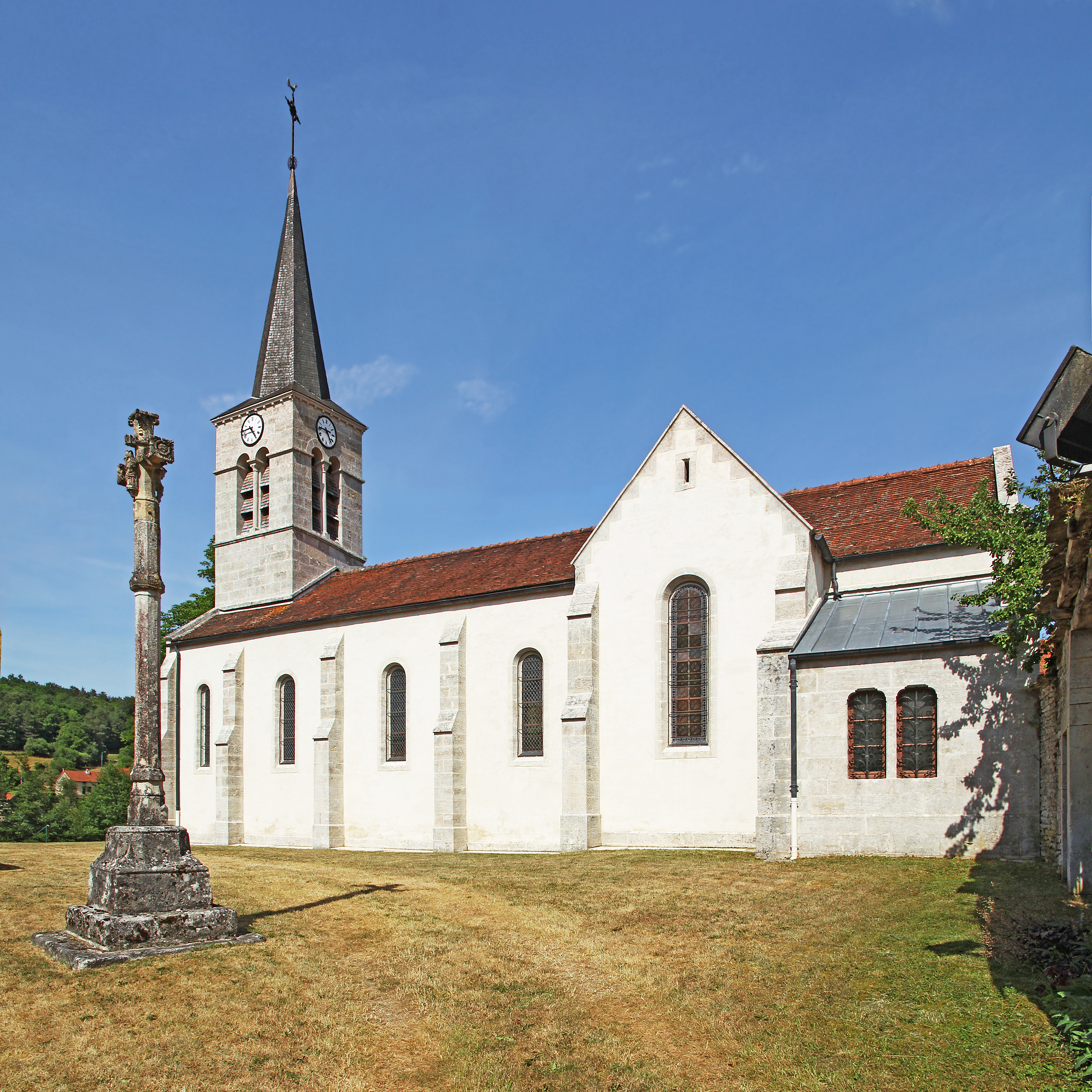
Croix sur le parvis de l'église.
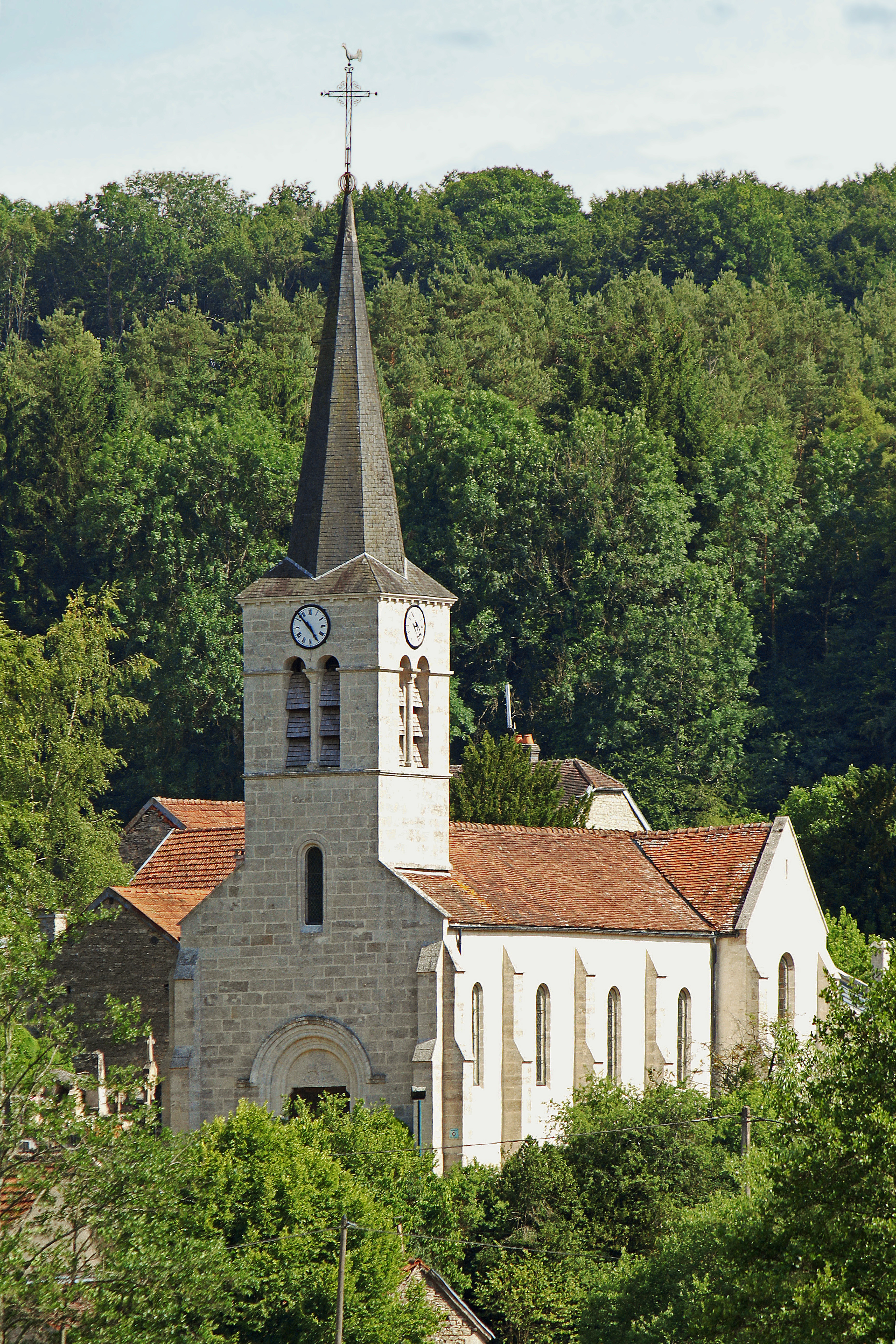
Église Saint-Georges,
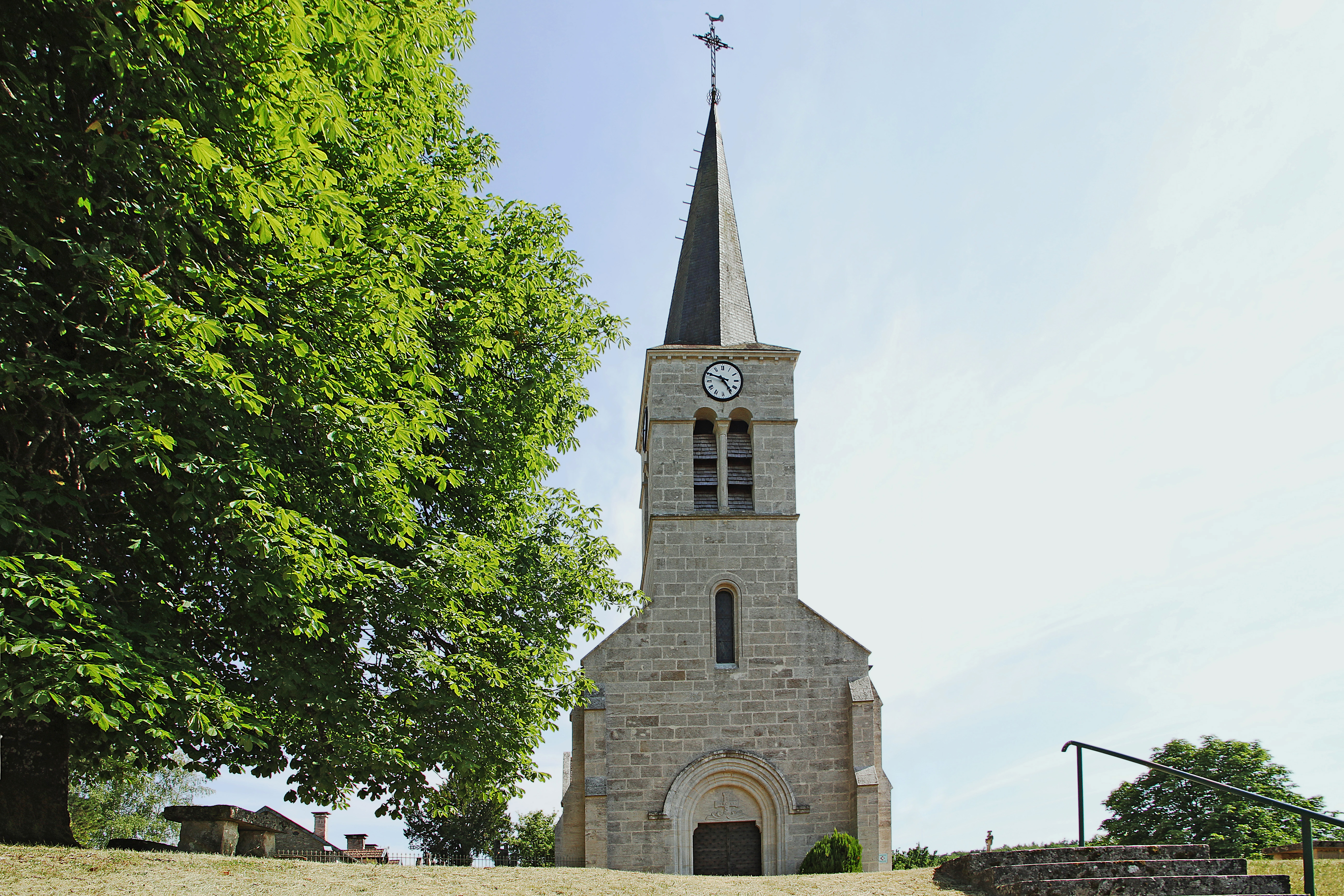
construite sur un tertre,
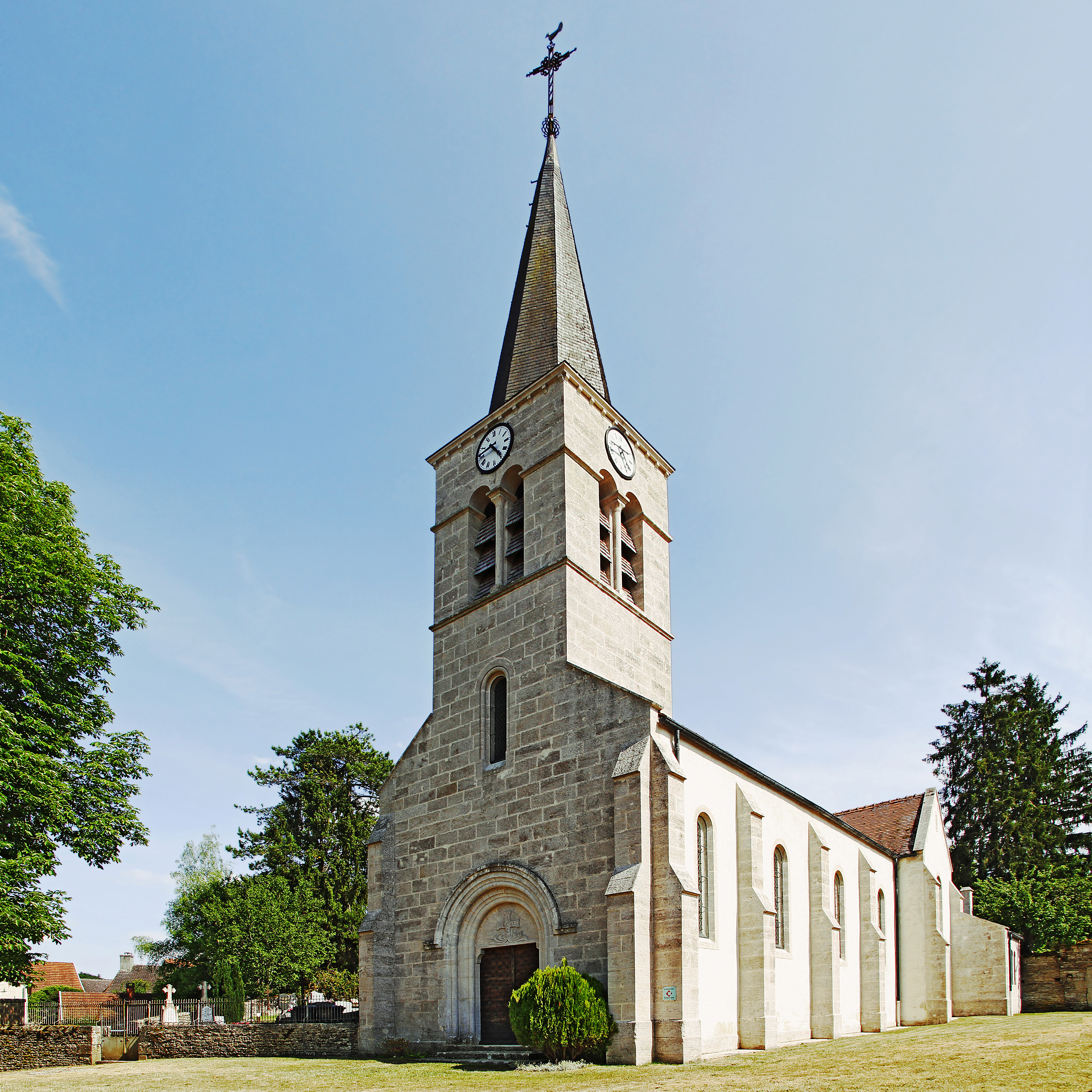
selon un plan en croix latine.

### Héraldique
| Blason de Beaulieu (Côte-d'Or) | Blason  | Parti : au 1er d'azur à une tour et demie mouvante du parti, les deux d'argent, au 2e d'or à un lion de gueules. |
| Blason de Beaulieu (Côte-d'Or) | Détails | Le statut officiel du blason reste à déterminer.                                                                 |